# William Hallowes Miller
William Hallowes Miller FRS (Llandovery, 6 de abril de 1801 — Cambridge, 20 de maio de 1880) foi um mineralogista britânico que criou as bases da moderna cristalografia.
O Índice de Miller foi nomeado em sua homenagem, método descrito em seu livro Treatise on Crystallography (1839). O mineral millerita é também em sua homenagem.

## Biografia
Miller nasceu na vila de Felindre, perto da cidade de Llandovery, em 1801. Seu pai, capitão Miller, serviu na Guerra de Independência dos Estados Unidos, época em que teve sua casa queimada pelos revolucionários. Casado duas vezes, de sua primeira esposa, teve dois filhos mortos após um ataque surpresa. Um terceiro filho foi ferido, mas sobreviveu, chegando ao posto de tenente coronel, recebendo uma distinção por bravura na guerra. Sua filha mais nova casou-se com um oficial da artilharia.
Em seu retorno à Inglaterra, com o fim dos conflitos e viúvo aos 60 anos, capitão Miller se casou uma segunda vez com a filha de um clérigo galês. Com ela teve William Hallowes Miller, morrendo alguns dias depois. Depois de receber educação em casa com professores e tutores particulares, Miller foi para o Estudou no St John's College, em Cambridge, tornando-se membro do colegiado em 1829. Por alguns anos, ele foi tutor acadêmico, período em que publicou vários artigos sobre hidrostática e hidrodinâmica.
Miller estudou principalmente a cristalografia e aos 31 anos, com a demissão de William Whewell, ele se tornou professor de mineralogia, em 1832, posto que manteve até 1870. Seu principal trabalho, Crystallography, foi publicado em 1839. Foi eleito para a Royal Society em 1838, recebendo a Medalha Real em 1870. Neste mesmo ano, ele foi indicado para a Comissão Internacional do Metro. Em 1874, foi eleito membro honorário da Sociedade Real de Edimburgo.
Miller foi o principal incentivador na reforma dos padrões parlamentares de comprimento e peso, após um incêndio que em 1834 destruiu os antigos padrões. Ele era membro do comitê, bem como da Comissão Real que supervisionava esses novos padrões.

## Morte
Miller sofreu um AVC em 1876 que lhe causou uma paralisia facial parcial, o que prejudicou suas aulas. Ele faleceu em 20 de maio de 1880, em Cambridge, aos 79 anos.

## Obras selecionadas
- William Hallowes Miller (1831) The Elements of Hydrostatics and Hydrodynamics
- William Hallowes Miller (1833) An Elementary Treatise on the Differential Calculus
- William Hallowes Miller (1839) A Treatise on Crystallography
- William Phillips, William Hallowes Miller, & Henry James Brooke (1852) An Elementary Introduction to Mineralogy
- William Hallowes Miller (1863) A Tract on Crystallography